# 2021年吉爾吉斯—塔吉克邊境衝突
2021年4月28日，吉尔吉斯斯坦与塔吉克斯坦在吉尔吉斯斯坦西南巴特肯州科克塔什爆发边境冲突，冲突起因于对水资源的争夺。事件造成44人死亡，3万多人被疏散。4月29日，吉尔吉斯斯坦和塔吉克斯坦外长进行磋商，并达成全面停火协议。